# Храм Спаса Нерукотворного Образа на Дороге жизни
Храм Спаса Нерукотворного Образа на Дороге жизни — православный храм в городе Всеволожске Ленинградской области, расположенный в бывшем имении рода Всеволожских — мызе Рябово, над их фамильной усыпальницей. Построен 29 августа 1901 года по инициативе Павла Александровича Всеволожского его супругой Еленой Васильевной Всеволожской над его могилой.

## Архитектура
Здание храма шатрового типа, представляет собой восьмигранный зал с небольшим алтарём и притвором. Стены сложены из лицевого кирпича и прорезаны высокими стрельчатыми окнами. Над стенами возвышается шатровая кровля. Строение храма относится к уникальному типу шатровой архитектуры с элементами готики, прототипом которой могла послужить церковь в фамильной усадьбе Кочубеев в украинском селе Диканька.
В нижней части храма помещалась усыпальница Всеволожских, которая в советское время была разрушена. Туда из основного церковного зала ведёт лестница, расположенная возле южной стены храма. В настоящее время в усыпальнице обустроен малый храм. Его престол посвящён святому Всеволоду-Гавриилу Псковскому.

## Настоятели
В самые первые годы настоятелем церкви был Петр Фурсов, похороненный в 1912 году за алтарем. В 1915 году вторым настоятелем стал священник Василий Васильевич Климов, сын горного чиновника, уроженец Барнаула. 25 мая 1918 года его сменил Александр Васильевич Логиневский, выпускник Новгородской духовной семинарии, настоятель всеволожской Свято-Троицкой церкви. Богослужения в то время совершались только по большим праздникам, а также по субботам и воскресениям. В 1921—1922 годах настоятелем храма был монах, игумен Селафиил, в 1922—1928 годах — священник, художник, отец Иулиан. В июне 1930 года последним настоятелем храма перед закрытием стал протоиерей Иван Фёдорович Горемыкин.
Церковь была закрыта в октябре 1931 года на долгий период до августа 1989 года, когда была отслужена первая после долгого молчания церковная служба. Настоятелем храма был назначен протоиерей Игорь Скопец, внёсший большой вклад в восстановление храма и возрождение духовной жизни прихожан.
27 января 2003 года настоятелем храма стал протоиерей Роман Гуцу, что ознаменовало новый период в развитии жизни храма. Начались паломнические поездки, построена новая часовня.
28 мая 2024 года настоятелем храма Спаса Нерукотворного Образа на Дороге жизни был назначен иерей Анатолий Богута.

## История

### Строительство храма под покровительством Всеволожских
Елена Васильевна, урождённая княжна Кочубей (02.08.1850—21.04.1906), решила воплотить в жизнь волеизъявление мужа, Павла Александровича Всеволожского (10.09.1839—16.08.1898) — статского советника, почётного мирового судьи и предводителя дворянства Шлиссельбургского уезда, одного из устроителей Ириновской железной дороги, основавшего на ней дачные посёлки Рябово (1892) и Всеволожский (1895), которые стали историческим ядром города Всеволожска и скончавшегося в праздник Спаса Нерукотворного Образа 16 августа (28 августа) 1898 года.
6 марта 1899 года Елена Васильевна получила благословение Митрополита Санкт-Петербургского и Ладожского Антония (Вадковского) на сооружение над могилой мужа каменной церкви. Освящён храм был 16 августа (29 августа) 1901 года во имя Спаса Нерукотворного Образа и был приписан тогда к церкви Преображения Господня в Ириновке.
Богослужения в храме совершались только в большие праздники, по субботам и воскресеньям.
В 1906 году рядом с мужем была погребена Елена Васильевна Всеволожская. Из старинного дворянского рода Всеволожских только Павел Александрович и Елена Васильевна похоронены в своём родовом имении.
Последний владелец мызы Рябово — Лидия Филипповна Всеволожская и её супруг Василий Павлович Всеволожский оказывали большое внимание содержавшемуся за счет имения храму. С 1899 по 1917 год В. П. Всеволожский бессменно состоял церковным старостой и вместе с супругой заботился о благолепии церкви. После октябрьской революции 1917 года наступил период постепенного разорения храма. Не имея пожертвований и поддержки от бывших владельцев Всеволожских, он управлялся церковной «двадцаткой» из числа преданных прихожан, председателем которой стал Дмитрий Иванович Безбородов, служивший прежде у Всеволожских.

Строительство храма. 1899—1901 гг.
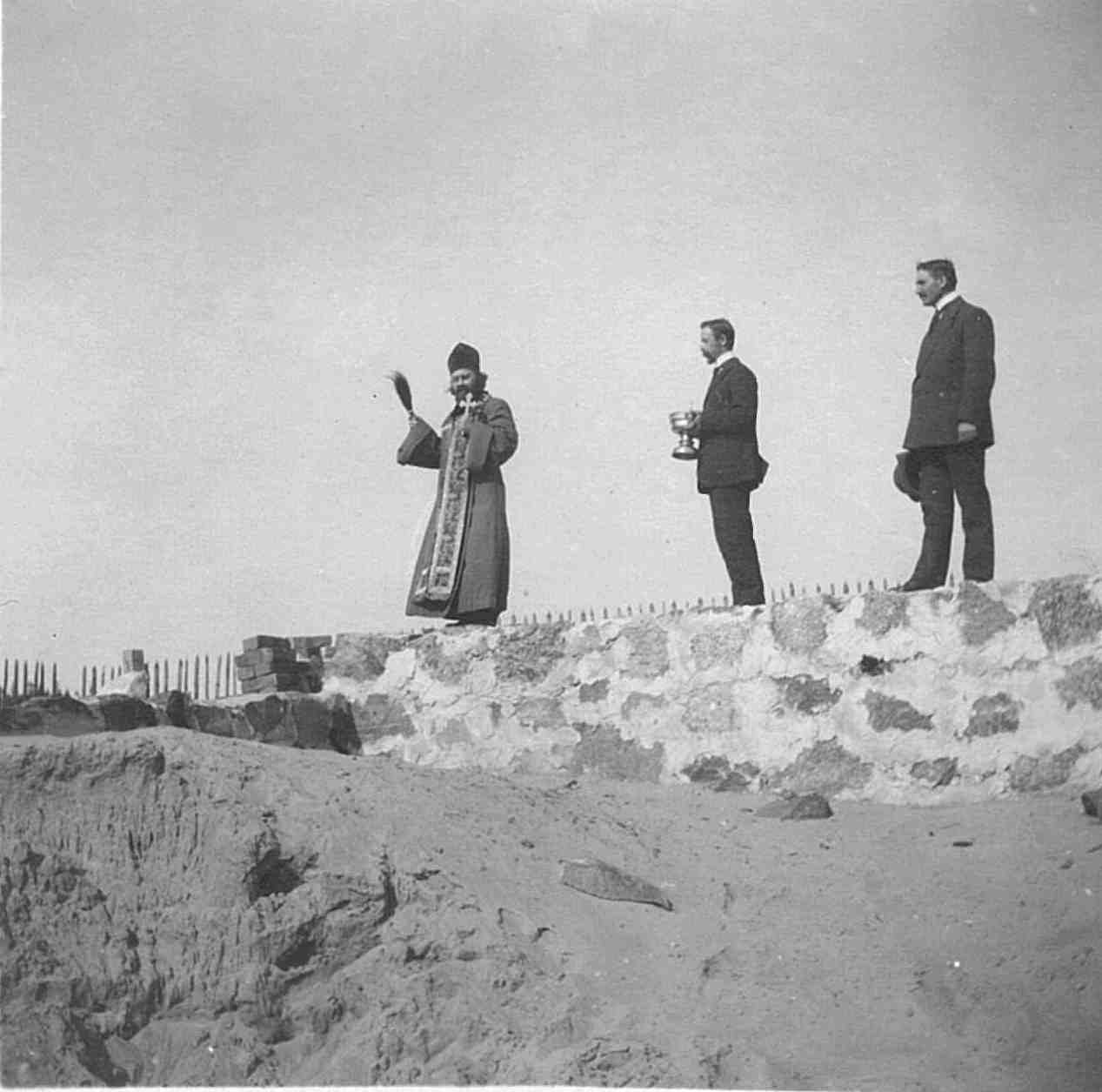
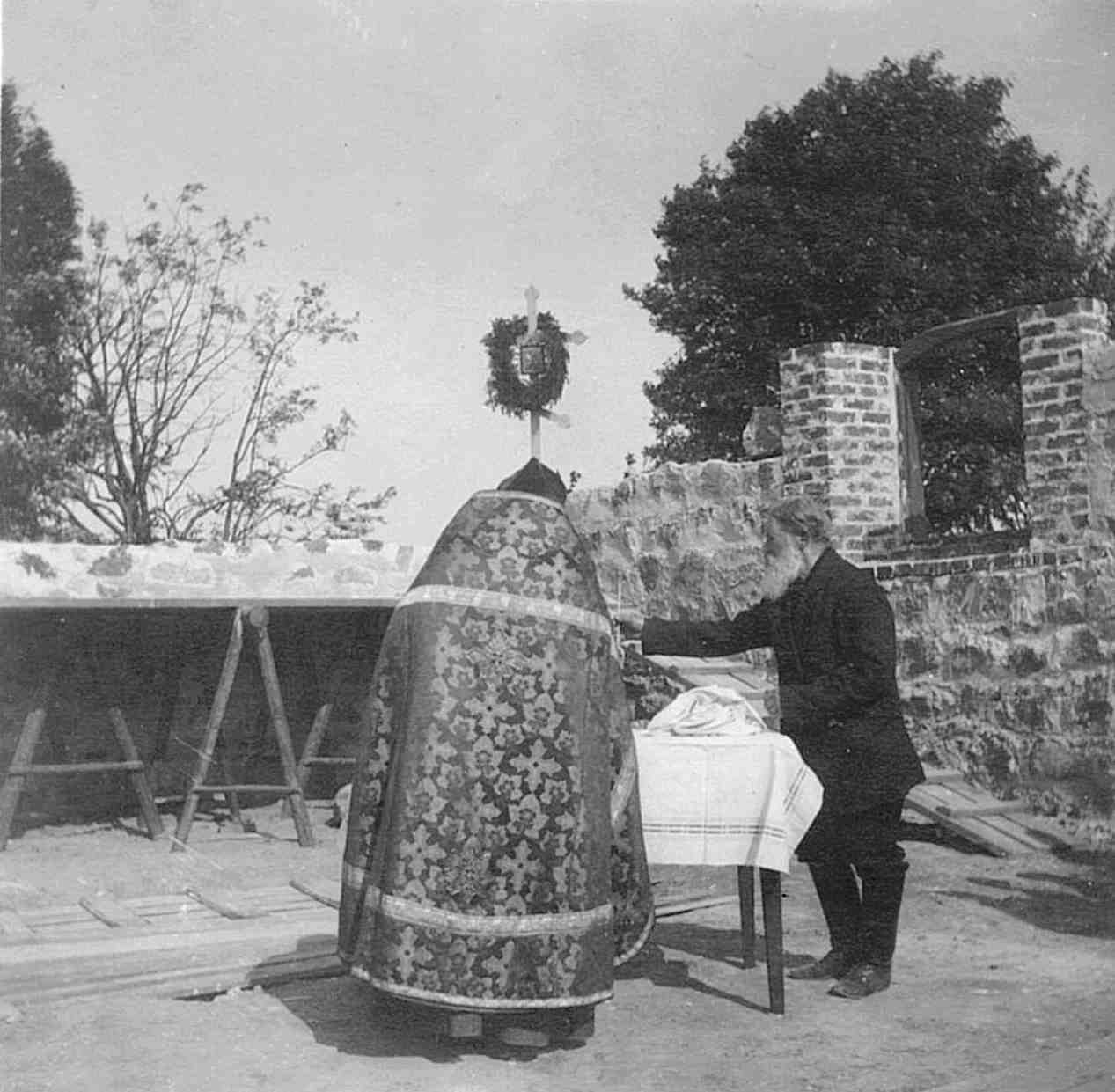
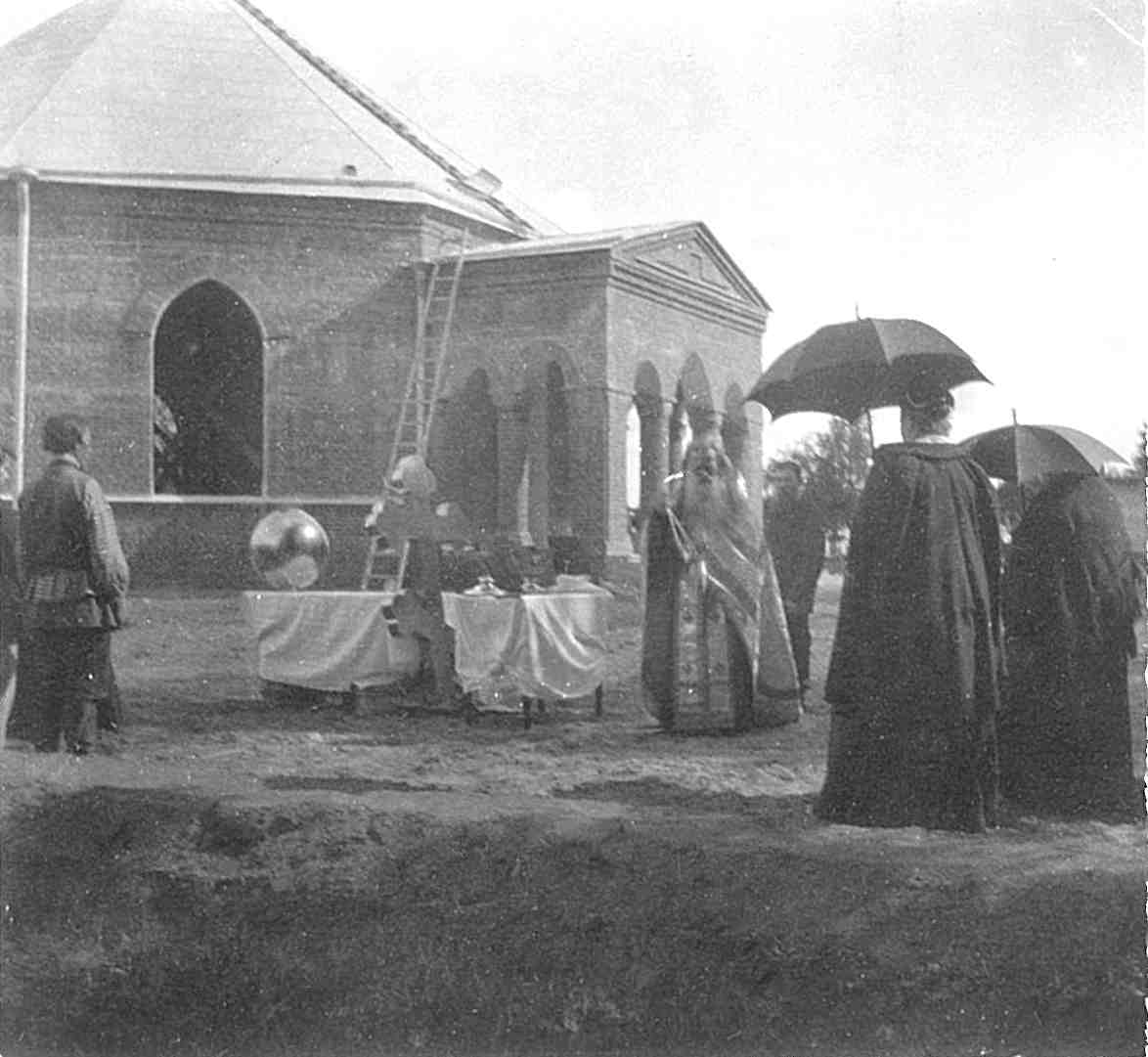

### Советский период, упадок
Последняя архиерейская служба в храме была совершена 29 июля 1930 года, после которой круг верующих, преданных храму, людей становился всё уже. Впоследствии был арестован и сослан регент церковного хора Павел Назарьевич Кривошеин.
В октябре 1931 года церковь закрыли, всю утварь и колокола со звонницы увезли в Ленинград. Тогда же, поздней осенью, была осквернена усыпальница Всеволожских — гробы с останками Павла Александровича и Елены Васильевны Всеволожских были выставлены на улицу, где они в открытом виде простояли до весны, пока несколько финских девушек не похоронили их на лютеранском кладбище у соседней кирхи Святой Регины.
Судьба храма после закрытия печальна. В 1930-е годы в нём располагался клуб Всеволожского сельхозтехникума. В 1937 году в нём выступал композитор И. О. Дунаевский, в 1938 году его избрали депутатом Верховного Совета и собрание по его выдвижению проходило именно в здании церкви. 
В годы войны в храме размещалась школа младших лейтенантов, там же с концертами выступала Клавдия Ивановна Шульженко.
После войны в храме располагалось зернохранилище, позднее — склад горюче-смазочных материалов.
С начала 1960 годов храм пустовал и находился в полуразрушенном состоянии.

### Возрождение храма

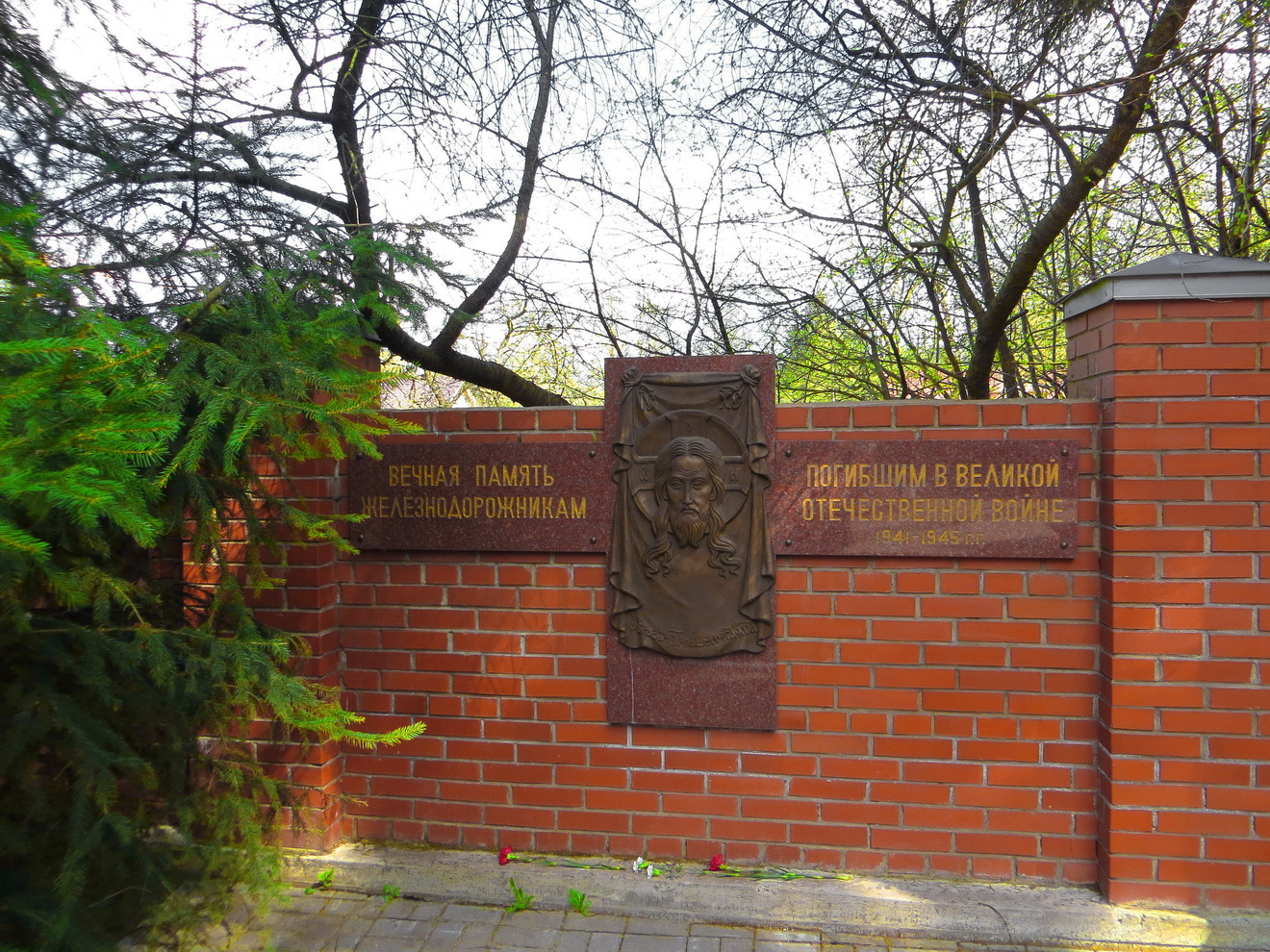
Мемориальная доска на ограде храма в память железнодорожников погибших в годы войны на Дороге жизни.

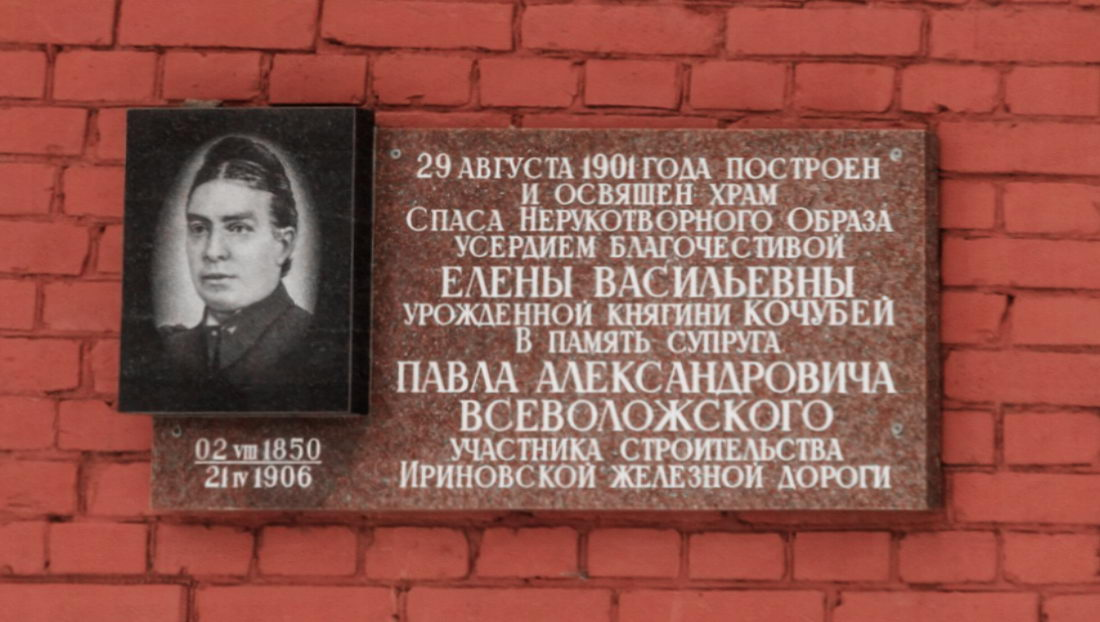
Мемориальная доска на стене храма.

Летом 1988 года местные власти решили передать здание храма в аренду для устройства кафе, которое не было сооружено благодаря усилиям православных жителей города, отстоявших храм и организовавших православную общину, нацеленную на восстановление храма и возрождение его духовной жизни. Благословивший их Митрополит Ленинградский и Новгородский Алексий (Ридигер) добавил к своему обращению к властям замечание, что храм можно использовать «в качестве мемориального храма, где возносились бы молитвы о павших на поле брани вождях и воинах, жителях нашего города, в блокаду скончавшихся, и на Дороге жизни погибших».
Через год (летом 1989 года) силами общины начались работы по восстановлению храма, которые велись вплоть до 24 ноября 1991 года, дня, в котором состоялся чин полного освещения храма, приуроченный к 50-летию Дороги жизни. За это время было совершено воссоздание храма по проекту архитектора В. Е. Жукова, сооружён новый иконостас по типовому проекту начала XX века, заводом «Русский дизель» сделана металлическая звонница и подняты колокола, среди которых большой, литый в 1900 году в Валдае колокол, подаренный командующим Ленинградским военным округом В. Ф. Ермаковым.
В 1993 году в память о защитниках, погибших на Дороге жизни, в церкви установлены мемориальные доски с именами 187 железнодорожников Ленинград-Финляндского узла, осуществлявших перевозки в 1941—1944 годах.
В 2008 году на стене храма была установлена памятная доска в честь его устроительницы — княжны Елены Васильевны Всеволожской. Однако в тексте выбитом на памятной доске присутствует ошибка — Елена Васильевна Всеволожская урождённая княжна Кочубей, именована несуществующим титулом — «урождённой княгиней».
В настоящее время храм живёт полной жизнью: проходят богослужения, работает воскресная школа и библиотека при храме, совершаются паломнические поездки.
Восстановление фамильной усыпальницы Всеволожских не планируется.

## Духовная жизнь
Богослужение в храме совершается по субботним, воскресным и праздничным дням. По воскресеньям работает детская православная школа, после служб проходят духовные беседы, выпекаются просфоры для Божественной литургии.
В храме совершаются многочисленные паломнические поездки по святым местам Санкт-Петербурга и других епархий, осуществляется духовное окормление детского реабилитационного центра и социального центра пенсионеров.

## Расположение
Храм расположен на Румболовской горе, практически в самой высокой точке города Всеволожска на высоте 65,99 м. Несмотря на то, что храм находится на Дороге жизни, его почтовый адрес: улица Шишканя, д. 11-а, в связи с тем, что в микрорайоне Сельхозтехникум в котором он расположен, все строения числятся по одной улице.